# Donald Peers
Donald Rhys Hubert Peers (* 10. Juli 1908 in Ammanford, Wales; † 9. August 1973 in Brighton, England) war ein besonders in den 1950er Jahren in Großbritannien beliebter walisischer Sänger.

## Werdegang
Peers wuchs im dörflichen Betws in Wales auf und begann seine Karriere in den 1930er Jahren als Crooner verschiedener Tanzbands. Nach dem Krieg feierte er als Sänger in seiner eigenen Radioshow „Cavalier of Song“ bei der BBC mit 42 Jahren seinen Durchbruch. Sein größter Erfolg zu dieser Zeit – und seine lebenslange Erkennungsmelodie – war „In a Shady Nook by a Brabbling Brook“. In einer Zeit, da es noch keine offiziellen Charts gab, war er fünf Jahre lang einer der beliebtesten Sänger des Landes. Dann ging Peers nach Australien, wo er zwei Jahre verbrachte; als er zurückkam, hatten ihn die Briten fast vergessen.
Peers fing aber wieder von unten an und schaffte das Comeback; wieder bei der BBC, diesmal allerdings im Fernsehen, präsentierte er seine Sendung „Donald Peers Presents...“, in der 1962 zum ersten Mal sein Landsmann Tom Jones öffentlich auftrat. Ende der 1960er schaffte er es auch noch einmal in die Top 10 der britischen Charts, mit der Single „Please Don’t Go“ (Platz 3, 1969), einer Adaption der Barcarole aus Jacques Offenbachs „Hoffmanns Erzählungen“. 1972 folgte noch ein kleiner Hit, „Give Me One More Chance“ (Platz 36).
Bei einem Konzert in Sydney, Australien, stürzte Peers auf der Bühne in ein Loch – so schwer, dass er sich die Wirbelsäule brach. Entgegen der ersten ärztlichen Diagnose, dass er nie wieder laufen würde, schaffte er es aber, die Lähmung zu überwinden, und trat später auch wieder auf.
Donald Peers starb 1973 65-jährig in einem Brightoner Pflegeheim an einer Lungenentzündung.